# Kasteel van Bauska
Het Kasteel van Bauska (Lets: Bauskas Pils) is een complex in de Letse stad Bauska, bestaande uit een burchtruïne en een renaissancekasteel. Het geheel ligt aan de rand van de stad tussen de rivieren Mūsa en Mēmele.

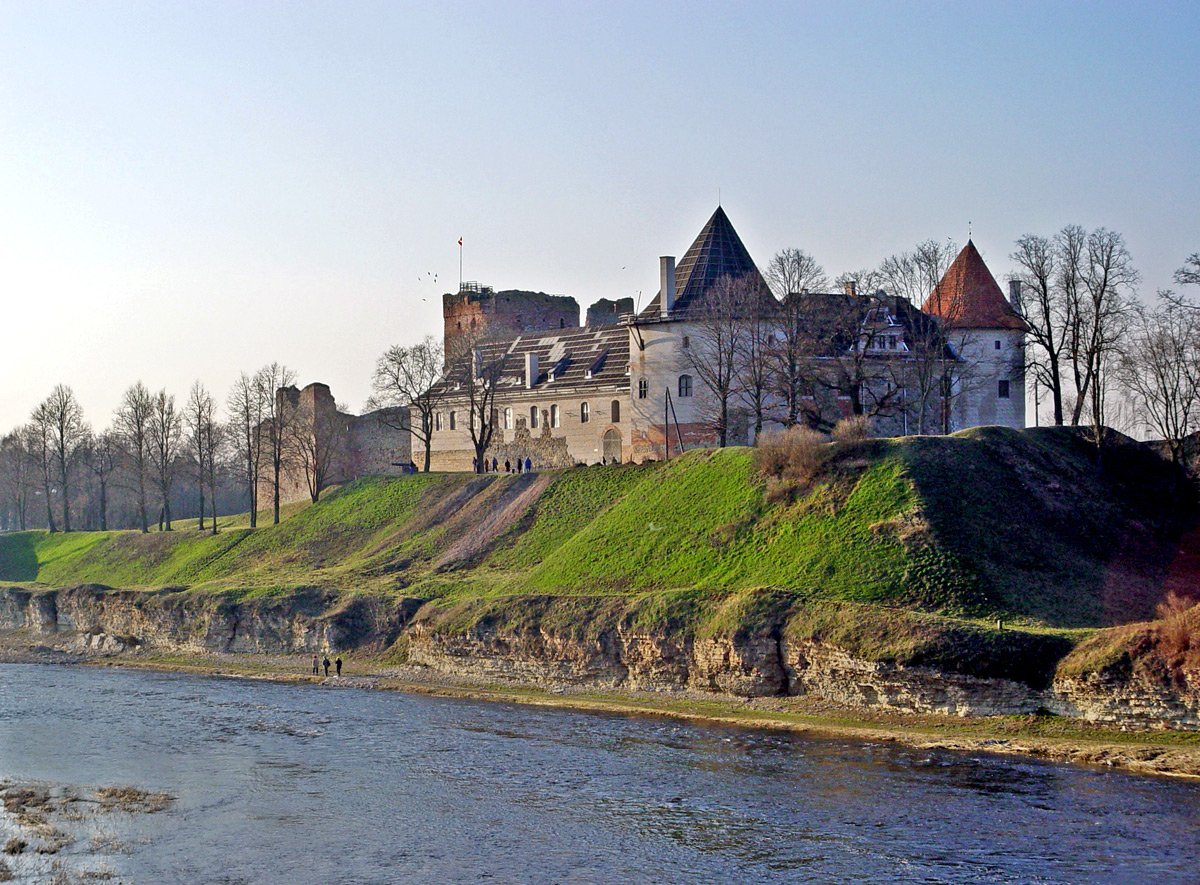
kasteel Bauska

De eerste gebouwen op deze locatie werden tussen 1443 en 1456 opgericht door de Duitse Orde. Na het einde van de Duitse Ordestaat werd eind 16e eeuw op de plaats van de voorburcht de residentie van de Koerlandse hertog gebouwd. Het renaissancekasteel dateert uit de 17e en 18e eeuw. Tijdens de Grote Noordse Oorlog (1700-1721) werden burcht en kasteel opgeblazen. Van de gebouwen van de Duitse Orde bleef enkel de burchtruïne bewaard. Het kasteel werd gestaag gerestaureerd.
In de zomer is de burcht vrij te bezoeken. Andere gedeelten kunnen met een gids bezocht worden. Op de centrale toren bevindt zich een uitkijkplatform. Jaarlijks in juli vindt er in het complex een internationaal festival voor middeleeuwse muziek plaats.